# Benyovszky Rudolf (hegedűművész)
Benyói és urbanói gróf Benyovszky Rudolf (Nagylég, 1874. szeptember 29. – Nagylég, 1955. december 25.) jogász, nagybirtokos, hegedűművész, zeneszerző, hangszerkészítő, festő, a Benyovszky család sarja.

## Élete
A benyói és urbanói Benyovszky család köznemesi ágának a sarja. Apja, benyói és urbanói dr. Benyovszky Lajos (1824-1908) és ocskói és dubováni Ocskay Erzsébet (1842–1931) fiaként látta meg a napvilágot, édesanyja révén Benyovszky Móric madagaszkári király dédunokája. Iskoláit Pozsonyban, Budapesten és Kolozsvárott végezte. Államtudományi oklevelének megszerzése után az édesapjától 1874-ben kapott uradalmon gazdálkodott. 1920-ban elkobozták birtokainak jelentős részét. 1929-ben elkezdte lebontatni régi kastélyát, aminek csak egy kis része maradt meg, majd 1930-ban saját tervei alapján építtette meg az új légi kastélyt. A második világháború idején, 1941-ben katonának állt. Benyovszky gróf élete utolsó éveit nagy nyomorban töltötte, szülőfalujában érte a halál.
Már egészen fiatal korában megmutatkozott zenei hajlama is, 11 évesen már egy jótékonysági koncert szólóhegedűse volt. Később mestere, Hubay Jenő jubileumi koncertjén is játszott. A zeneszerzésbe is belevetette magát, ezen a téren Weiner Leó tanítványa volt, több szerzeményét a pozsonyi rádió is közreadta. Tanulmányozta az olasz hegedűket, főleg a Stradivarit, sőt otthonában saját maga is készített hegedűket, szám szerint 24-et.
Festőként portrékat és tájképeket festett, de könyvillusztrációk is kikerültek kezei közül. Több ízben is megjelent kiállításokon Pozsonyban és a fővárosban is. Jelenleg a Szlovák Nemzeti Galéria négy képét is őrzi.
Kulturális téren is munkálkodott, a Csallóközben számos kulturális és társadalmi rendezvényt támogatott, sőt ő volt a Somorjai Csallóközi Múzeum egyik alapítója is. Számos műtárgyat ajándékozott az újdonsült múzeumnak.
Grófi címét nem édesapjától örökölte, hanem édesapja harmadfokú unokatestvére, gróf Benyovszky Sándor fogadta örökbe testvérével, Móriccal együtt. 1902. május 14.-én I. Ferenc József magyar király megengedte az örökbefogadást és a grófi cím átruházását. Benyovszky Rudolf gróf sosem nősült meg.